# Ksenija Sobčak
Ksenija Anatoljevna Sobčak (ruski: Ксения Анатольевна Собчак), (Sankt-Peterburg, 5. studenoga 1981.) – ruska tv-voditeljica i politička aktivistica.
Ksenija Sobčak je kći prvog demokratski izabranog gradonačelnika Sankt Peterburga Anatolija Sobčaka i Ljudmile Narusove, ruske političarke. U Rusiji je poznata kao tv-voditeljica u raznim tv-emisijama, naročito u reality showima te u političkim talk-showima. Poznata je po nadimcima "ruska IT djevojka" i "ruska Paris Hilton".
Kao dijete pohađala je baletnu školu u Marijinskom teatru i školu umjetnosti u sklopu muzeja Ermitaž u Sankt-Peterburgu. Diplomirala je na Državnom sveučilištu u Sankt-Peterburgu na Odsjeku za međunarodne odnose. Godine 2002., upisuje poslijediplomski studij iz područja politike na na Moskovskom državnom institutu za međunarodne odnose.
Sudjelovala je u filmu "Lopovi i prostitutke" iz 2004. godine, prema istinitoj priči o njenom djetinjstvu.
Radila je kao dizajnerica odjeće i obuće. U lipnju 2006., pokrenula je svoju prvu kolekciju gumenih čizmi.
Godine 2004., Ksenija Sobchak se prijavila kao kandidatkinja, da postane prva ruska turistkinja u svemiru. Sudjelovala je u pripremama, ali je projekt otkazan. 
Javno se protivila ruskom zakonu, koji narušava privatnost poznatih osoba.
Njen otac Anatolij Sobčak bio je mentor u počecima političke karijere Vladimira Putina, kada je bio gradonačelnik Sankt-Peterburga i ugledni pravnik.  
Nakon ruskih parlamentarnih izbora, koji su se održali 4. prosinca 2011., Ksenija Sobčak pridružila se prosvjednim skupovima, koji su odgovor na navodne izborne prijevare. Također je sudjelovala u kampanji protiv Putinova novog izbora za predsjednika, radeći u svojstvu promatrača tijekom predsjedničkih izbora, koji su se održali 4. ožujka 2012. Svojim političkim angažmanom aktivno podržava ruske oporbene lidere. Na televiziji kao tv-voditeljica, ugostila je jednog oporbenog čelnika i zajedno s njim otvoreno kritizirala Putinovu politiku, što je dovelo do nezadovoljstva vladajuće ruske stranke Jedinstvena Rusija. Zbog toga i drugih oporbenih aktivnosti, vlasti su joj pretresli stan u Moskvi u lipnju 2012. i pronašli veliku svotu novca, za koje nije mogla dokazati porijeklo.